# 曾光信
曾光信，臺灣慈善家，多年來義務捐棺助葬，及整合高雄的慈善團體作聯合募捐。

## 生平
曾光信幼時家貧，母喪時沒有足夠的錢來辦理喪事，於是他發願日後要協助貧苦者，特別是面對喪葬困難時。之後，曾光信在高雄市三民區與妻子潘桂枝開設中藥行，除遇貧困者會給予優待或免費藥外，自1969年開始義務處理無名屍。對於雲林縣殯葬業對窮人家庭收取不合市場的高價，他也會挺身而出。夫婦不僅南臺灣到北臺灣奔波捐棺助葬外，也會協助把遺體肢體縫合。
此外，曾光信參加謝坤海組成阿彌陀佛慈善會，在南臺灣協助修補馬路坑洞。曾光信更集結聖音、慈元、慈賢、慈妙德、澄清寺、道德院、覺元寺、鼎金愛心協同等等高雄縣市寺廟團體作聯合募捐，以幫助山地的原住民家庭。受過他們幫助的人也往往加入慈善基金會。
1998年11月2日，中華民國表揚好人好事運動協會公布87年全國好人好事代表有陳綢、曾光信等。1999年11月24日，高雄市慈善團體聯合立人協會、聯合報系文化基金會、高雄縣慈善團體聯合協會共辦的第五屆慈光獎，曾光信夫妻在高雄圓山飯店得到慈光獎全國慈善家庭楷模。
在2009年報導時，曾光信已過逝，妻子潘桂枝繼續幫助六龜區的窮苦學子。